# Гелхсхајм
Гелхсхајм (њем. Gelchsheim) град је у њемачкој савезној држави Баварска. Једно је од 52 општинска средишта округа Вирцбург. Према процјени из 2010. у граду је живјело 805 становника. Посједује регионалну шифру (AGS) 9679135.

## Географски и демографски подаци
Гелхсхајм се налази у савезној држави Баварска у округу Вирцбург. Град се налази на надморској висини од 304 метра. Површина општине износи 15,8 km². У самом граду је, према процјени из 2010. године, живјело 805 становника. Просјечна густина становништва износи 51 становника/km².